# 岔河水库
岔河水库是中国云南省玉溪市易门县境内的一座水库，位于扒河上，建于1977年。水库正常库容为2140万立方米，集雨面积为167平方千米，海拔为1810.5米。